# واوچنویلیرس
واوچنویلیرس (به فرانسوی: Vauchonvilliers) یک کمون در فرانسه است که در Canton of Vendeuvre-sur-Barse واقع شده‌است.

## خصوصیات
واوچنویلیرس ۱۱٫۶۲ کیلومترمربع مساحت و ۱۳۴ نفر جمعیت دارد و ۲۲۹ متر بالاتر از سطح دریا واقع شده‌است.